# Abraham Fridman
Pour les articles homonymes, voir Fridman.
Abraham Fridman, né le 23 octobre 1927 à Paris et mort le 14 août 2014 à Antibes, est un survivant français des camps de concentration nazis.

## Biographie
Abraham Fridman est né le 23 octobre 1927 à Paris de Anne Rose Fagjeman et de Isaac Fridman, tous deux d'origine polonaise. Son père est un simple ouvrier. La famille vit dans un deux pièces au 3e étage d'un immeuble du 5e arrondissement. Abraham Fridman vit à Paris pendant la guerre. Il est arrêté le 22 juillet 1944 et est interné à Drancy, puis déporté à Auschwitz par le dernier convoi (77), le 31 juillet 1944. Ce convoi comprend près de 1 300 personnes dont 200 à 300 enfants,.
Il est déporté à Auschwitz-Birkenau et échappe à la sélection malgré son jeune âge. Il travaille alors dans un commando appelé Strassbahn, chargé de la construction et de l’entretien des routes. Sur son bras gauche est tatoué le matricule B 3764.
Il est ensuite déplacé dans un nouveau camp, celui de Stutthof près de la mer Baltique. Il travaille à déterrer des légumes. Il est déplacé à nouveau vers le camp de Buchenwald en Thuringe. Il est libéré le 11 avril 1945.
Abraham Fridman était le seul témoin de la déportation des Juifs vivant en Mayenne.
Retraité, il partage son temps entre la Mayenne et Antibes, dans le sud de la France. Il participe régulièrement à des voyages scolaires à Auschwitz, accompagnant les élèves. Il réalise de nombreuses interventions dans différentes écoles (collèges et lycées), en particulier dans l’ouest de la France. Il raconte avec précision la vie dans les camps et comment il a été sauvé par des médecins de Buchenwald qui ont simulé une opération de l’appendicite et falsifié les papiers de sortie pour le reclasser comme français et non juif français,.
Il publie son témoignage dans un livre publié à compte d’auteur : Je n’ai rien oublié en 2007.
Il est mort le 14 août 2014 et repose désormais au cimetière de Montsûrs en Mayenne.

## Hommage
L’amphithéâtre du lycée Raoul Vadepied d’Evron, en Mayenne, porte désormais son nom.

## Publication
- Abraham Fridman, Je n'ai rien oublié, Les Quatre roses, 2007, 321 p. (ISBN 978-2-9525662-2-3, BNF 41127026)